# Sarcosuchus
A Sarcosuchus a hüllők (Reptilia) osztályának Crocodylomorpha öregrendjébe, ezen belül a Pholidosauridae családjába tartozó fosszilis nem. A típuspéldány az MNHN jelű koponyalelet.
A Sarcosuchus (magyarul: „hús krokodil”), egy fosszilis krokodilszerű hüllőnem. A Sarcosuchus a kora kréta korszakban élt, a mai Afrika és Dél-Amerika területén; korábban krokodilnak vélték, emiatt sokáig az egyik legnagyobb krokodilnak tartották.
Nemrég a Sarcosuchus-fajokról csak néhány fog és pikkely tanúskodott, ezeket egy francia paleontológus, Albert-Félix de Lapparent találta a Szahara sivatagban, 1940-ben vagy 1950-ben. 1997-ben és 2000-ben, Paul Sereno 6 új példányt fedezett fel. Ezekből egyiknek megvolt a fél csontváza és pikkelyeinek nagy része. Minden óriás krokodilnak és hasonló élőlénynek csak a koponyáját találták meg, ezért nehéz megállapítani, hogy melyik a legnagyobb faj.

## Rendszerezés
A nembe az alábbi 2 faj tartozik:
- Sarcosuchus imperator Broin & Taquet, 1966 - típusfaj
- Sarcosuchus hartii Marsh, 1869

## Megjelenése

Néhány óriás krokodilféle, köztük a sötétkék színnel jelölt Sarcosuchus és az ember méretének összehasonlítása

Feltételezik, hogy egy kifejlett Sarcosuchus akkora lehetett, mint egy városi autóbusz (11–12 méter hosszú és 8 tonna tömegű). Egy újabb becslés szerint ennél kisebb, 9–9,5 méter hosszú 3,45–4,3 tonna tömegű lehetett.
Valószínűleg a legnagyobb Sarcosuchusok voltak a legöregebbek. A felnőtt állatok 80%-ától vett pikkelygyűrűk vizsgálata, azt mutatja, hogy a Sarcosuchusok egész életükben nőttek. Egy ilyen állat, átlagosan 50-60 évig élhetett. A mai krokodilok az első 10 évben érik el a felnőtt méretet, ezután növekedésük csökken.
Csak a koponyája akkora volt, mint egy kisebb felnőtt ember, 1,6 méter. A felső állcsontja (maxilla) nagyobb volt, mint az állkapocscsontja (mandibula). Az állkapcsok eléggé keskenyek voltak, de ez inkább a fiatalokra jellemző. Az orr 75%-ot foglalt el a koponyából.
A hatalmas állkapocsban 132 vastag fog ült. A fogak kúp alakúak voltak, fogásra és tartásra voltak jók, nem pedig harapásra. A Sarcosuchus valószínűleg 80 kilonewton erővel haraphatott.
Az állat hátán egy sor egymásra boruló csontos pikkely futott, ezekből a legnagyobb elérte az 1 métert. A pikkelylemezek védőként szolgáltak, és biztos tartották a nehéz súlyát, de akadályozta a mozgékonyságát.
A Sarcosuchusnak az orrhegyén volt egy szövetdomborulat (ghara). Ez a képződmény a mai gangeszi gaviálon (Gavialis gangeticus) is megvan. Míg a gaviáloknál a ghara csak a hímeknek van, a Sarcosuchusnál minden példányon rajta volt. Ez arra következtet, hogy a Sarcosuchusnál nem játszott szerepet a párválasztásban. A valódi szerepe még rejtély. Sereno több hüllő kutatót megkérdezett a szövetképződmény felől, de több, különféle választ kapott: vagy a szaglásban segítette az állatot, vagy hangokat tudott kiadni vele.

## Életmódja
Mint a mai krokodilok, a Sarcosuchus is képes lehetett sokféle hang kiadására. Valószínűleg a hangokat a territórium védelmezésére, a párkeresésre és a fiatalokkal való kommunikációra használta.
A szemgolyóját fel-le tudta mozgatni. Ez azt jelenti, hogy az állat ideje nagy részét a vízalatt töltötte, figyelve a parthoz közeledő zsákmányát.
A Sarcosuchus tápláléka halak, teknősök, nagy testű állatok és kisebb dinoszauruszok lehettek, az utóbbiakat behúzta a víz alá, ahol ezek megfulladtak. Hatalmas állkapcsával szétzúzott mindent.
A 11 méter hosszú Suchomimus, amely egy theropoda dinoszaurusz volt, vetélytársa lehetett a Sarcosuchusnak. Mind a két fajt ugyanabban a kőzetben találták. Sereno szerint, „mivel ez az ősi állat olyan hatalmas volt, könnyen elbánt a nagy dinoszauruszokkal, köztük a masszív hosszú nyakú, kis fejű sauropodákkal, melyek közönséges állatok voltak Afrikában”.
Más krokodil kutatók nem fogadják el ezt az elméletet, miszerint óriás állatokat volt képes zsákmányolni. A Sarcosuchus hosszú, keskeny orra hasonlított a mai gaviáléhoz és más keskeny állkapcsos krokodiléhoz, ezek mind hallal táplálkoznak, és képtelenek elbánni a nagyobb áldozatokkal. Ez a tény szemben áll a mai nílusi krokodillal és a Deinosuchusszal, melyeknek széles, nehéz koponyájuk van, és képesek leteríteni nagy zsákmányállatokat. A keskeny állkapocs és a sok hal a környezetében, arra hagy következtetni, hogy a Sarcosuchus nem egy dinoszaurusz gyilkos volt, hanem egy hatalmas halevő, egy túlméretezett változata a gaviálnak.
Bár a fiatal példányok állkapcsa hasonlít a mai keskeny állkapcsos krokodilokéra, a felnőtteké kiszélesedik. Bár összehasonlítva a nílusi krokodiléval, keskenyebb, a gaviálénál mégis szélesebb. Ezenkívül a fogak nem akadnak egymásba, mint a mai halevő krokodiloknál, ami arra következtet, hogy a Sarcosuchus mégis kiegészítette étrendjét szárazföldi állatokkal, habár csak felnőtt korában.
Érdemes tudni, hogy egyes halak a Sarcosuchus vizeiben, elérték az 1,8 méter hosszúságot és a 90 kilogrammot. Ez a tény is megerősíti a „halász Sarcosuchus”-elméletet, tehát nem a dinoszauruszok miatt nagy a krokodil, hanem a nagy halak miatt. Sok halfaj csontos lemezekkel védték magukat.

## Élőhelye
112 millió évvel ezelőtt, a korai kréta korszakban, Szahara trópusi mező volt, melyen sok folyó és patak ment keresztül, ezenkívül még sok tó is volt. A vizek mellett a növényzet sűrű volt. A számos kövület alapján, arra következtethetünk, hogy a Sarcosuchus nagy számban élt, ezekben a sekély, édesvizű, meleg élőhelyekben.
A mai krokodiloktól eltérően, melyek méretben és alakban nagyjából megegyeznek, de különféle élőhelyeken élnek, a Sarcosuchus csak egyike volt a krokodiloknak melyek csak azon a helyen éltek. A különböző fajok méretben és alakban különböztek. A Sarcosuchus mellett, még négy más krokodilfajt is felfedeztek, ugyanabban a kőzetben. Ezek között egy 8 centiméter hosszú koponya is volt. A különböző fajok, különböző niche-t foglaltak el, nem versenyeztek egymással a táplálékért.